# Trefnitz
Trefnitz ist ein Ortsteil der Gemeinde Guteneck im Landkreis Schwandorf.

## Geographie
Trefnitz liegt etwa 20 km westlich der Landesgrenze zu Tschechien im mittleren Oberpfälzer Wald auf einer Höhe von 530 Metern. Der Ort ist über die Kreisstraße SAD 34 zu erreichen. In etwa 1,5 km Entfernung in nordöstlicher Richtung erhebt sich bei der Ortschaft Trefnitz der Große Kulm (609 m) und der Kleine Kulm (599 m). Der Stelzlmühlbach entspringt nordwestlich von Trefnitz.

## Geschichte

### Siedlung Trefnitz
Slawische Ortsnamen wie Gleiritsch, Hohentreswitz, Söllitz, Köttlitz oder Trefnitz belegen eine frühe Besiedlung der Gegend um den Kulm. Aus dem Osten einsickernde slawische Siedler trafen auf aus dem Süden nordwärts vordringende Bajuwaren. In einer weiteren Siedlungsphase, dessen Schwerpunkt im 10. Und 11. Jahrhundert lag, entstanden eine Reihe von dorf-Orten wie Pamsendorf, Fuchsendorf, Pischdorf oder Altendorf, denen „richt“-Orte und „ried“-Orte wie Trichenricht, Lampenricht oder Zeinried folgten. In einem Urbar aus den Jahren 1473/75 ist unter Trefnitz, das zum Pflegamt Nabburg gehörte, folgende Abgabe aufgeführt: Geldzins 2 Schilling.

### Dreißigjähriger Krieg
Der Dreißigjährige Krieg von 1618 bis 1648 war ein Konflikt um die Vorherrschaft im Heiligen Römischen Reich Deutscher Nation und in Europa und zugleich ein Religionskrieg, der auch 1621 die Oberpfalz erreichte und verheerende Auswirkungen in wirtschaftlicher, gesellschaftlicher und kultureller Art hatte. Auch das Amt Nabburg, zu dem Trefnitz gehörte, war davon stark betroffen. Raub, Brand und Plünderungen setzten die Leute in Angst und Schrecken, die Viehbestände waren stark reduziert. Seuchen und Hungersnöte dezimierten die Bevölkerung im Amt Nabburg in dieser Zeit um etwa 40 Prozent. Die Bewohner Nabburg und der umliegenden Dörfer mussten für die Kriegskosten aufkommen. So hatte Trefnitz in den Jahren 1628 bis 1651 Kriegsaufwendungen von 205 Gulden zu tragen.

### Pfarrei
Ein Pfarreienverzeichnis aus dem Jahre 1782 führt im Dekanat Nabburg neben anderen die Pfarrei Weidenthal auf, zu der folgende Orte gehörten: Weidenthal (St. Willibald), Gleiritsch (Filialkirche Maria Magdalena), Pischdorf (St. Stephan), Guteneck, Oberkatzbach, Trichenricht (im Pflegamt Tännesberg), Trefnitz, Oberaich, Mitteraich, Steinach, Bernhof, Lampenricht (beide im Pflegamt Tännesberg), Hebenhof, Stöcklhof und Häuslmühle.

## Steuerdistrikt und Gemeindebildung
Das Königreich Bayern wurde 1808 in 15 Kreise eingeteilt. Diese Kreise wurden nach französischem Vorbild nach Flüssen benannt (Naabkreis, Regenkreis, Unterdonaukreis usw.). Die Kreise gliederten sich in Landgerichtsbezirke. Die Bezirke wiederum sollten in einzelne Gemeindegebiete eingeteilt werden. 1811 wurde das Landgericht Nabburg in 58 Steuerdistrikte eingeteilt. Einer davon war Pamsendorf, bestehend aus den Dörfern Pamsendorf und Trefnitz. Im gleichen Jahr gab es im Landgericht Nabburg 22 Obmannschaften, was im heutigen Sinn einer Gemeinde entspricht. Zur Obmannschaft Pamsendorf gehörten Pamsendorf, Trefnitz, Weidenthal, Gleiritsch, Steinach, Hebenhof, Stöcklhof, Krohermühle und die Sägmühle bei Lampenricht. Ein Großteil dieser Orte wechselte nach einer neuerlichen Einteilung in das Landgericht Oberviechtach. Die eigenständigen Gemeinden Bernhof und Gleiritsch entstanden. Nach dem Gemeindeedikt von 1818 gab es am 14. Juni 1819 ein Verzeichnis der bestehenden Gemeinden im Landgericht Nabburg. Die Gemeinde Pamsendorf mit einer 96 Familien umfasst folgende Ortschaften, Weiler und Einöden: Pamsendorf, Trefnitz, Fuchsendorf, Bornmühle, Tauchersdorf, Wiesensüß, Kurmhof, Oberpfreimd, Rappenberg und Löffelsberg. Im Jahre 1828 existierten in der Landgemeinde Pamsendorf 58 Wohngebäude mit 68 Familien und 394 Einwohnern. Folgende Ortschaften, Weiler und Einöden gehörten zur Gemeinde: Häuslberg, Kurmhof, Löffelsberg, Oberpfreimd, Pamsendorf, Rappenberg, Tauchersdorf, Trefnitz, Wiesensüß.

## Auflösung der Gemeinde Pamsendorf
Am 1. Januar 1971 wurde die Gemeinde Pamsendorf, zu der Trefnitz gehörte, aufgelöst und in die Gemeinde Hohentreswitz eingegliedert. Die Eingliederung der Gemeinde Hohentreswitz in die Stadt Pfreimd erfolgte am 1. Mai 1978. Die Ortsteile Häuslberg und Trefnitz wechselten 1978 in die Gemeinde Guteneck. Grubhof, Tauchersdorf und Wiesensüß wurden in den Gemeindebereich der Stadt Nabburg eingegliedert.

## Sehenswürdigkeiten
- Windpark Pamsendorf

## Bildergalerie

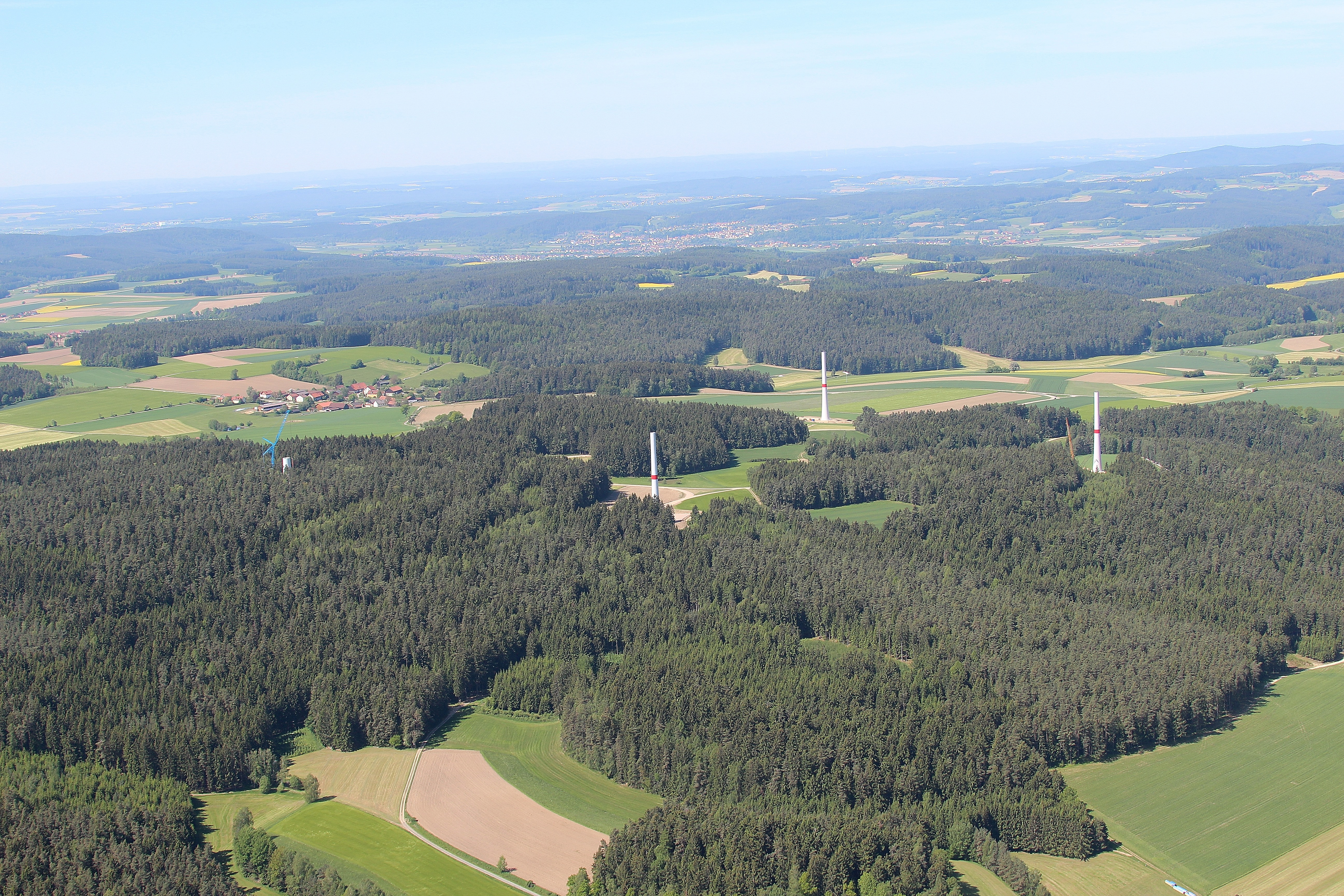
Windpark Pamsendorf, Trefnitz (links, 2016)
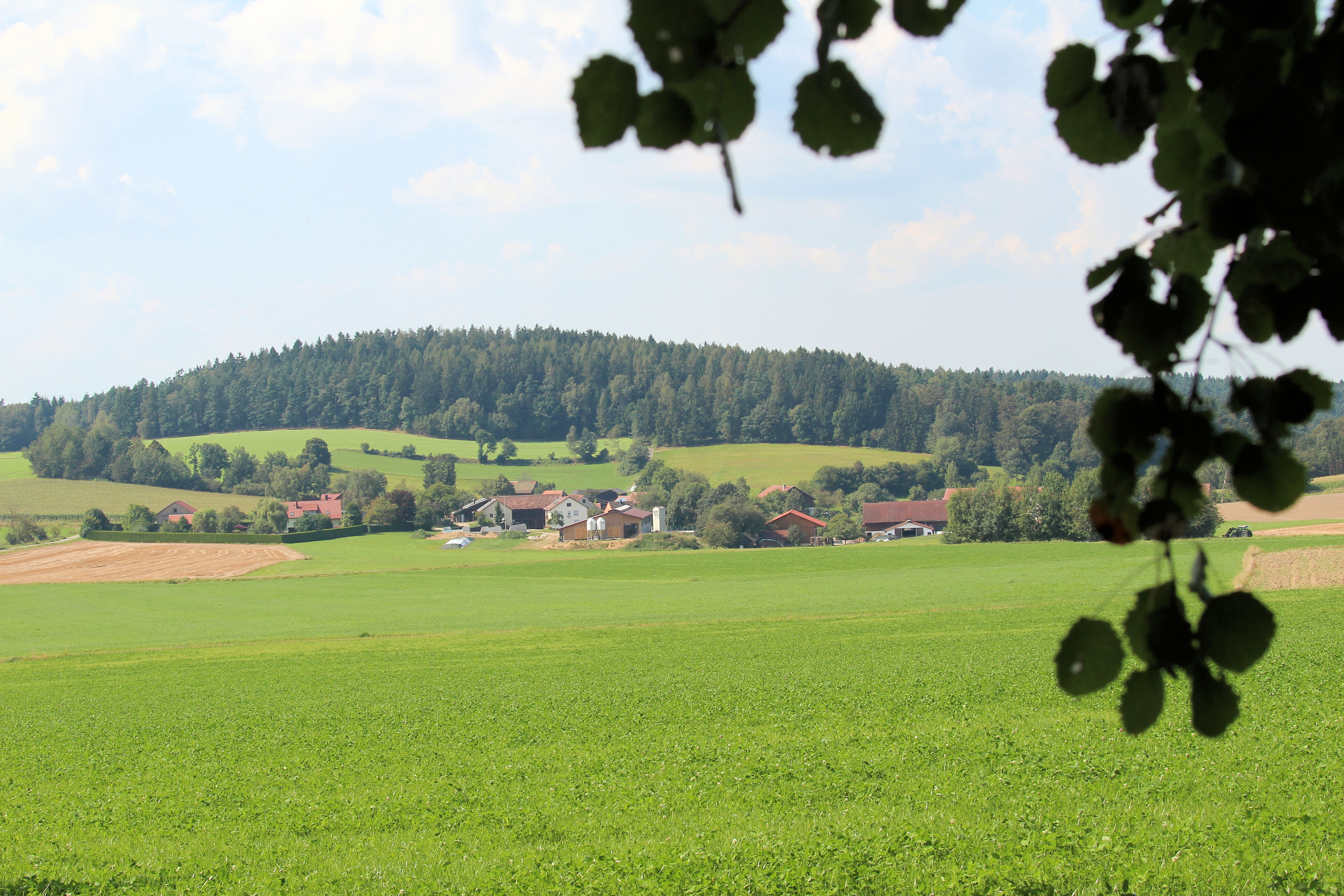
Trefnitz (2016)
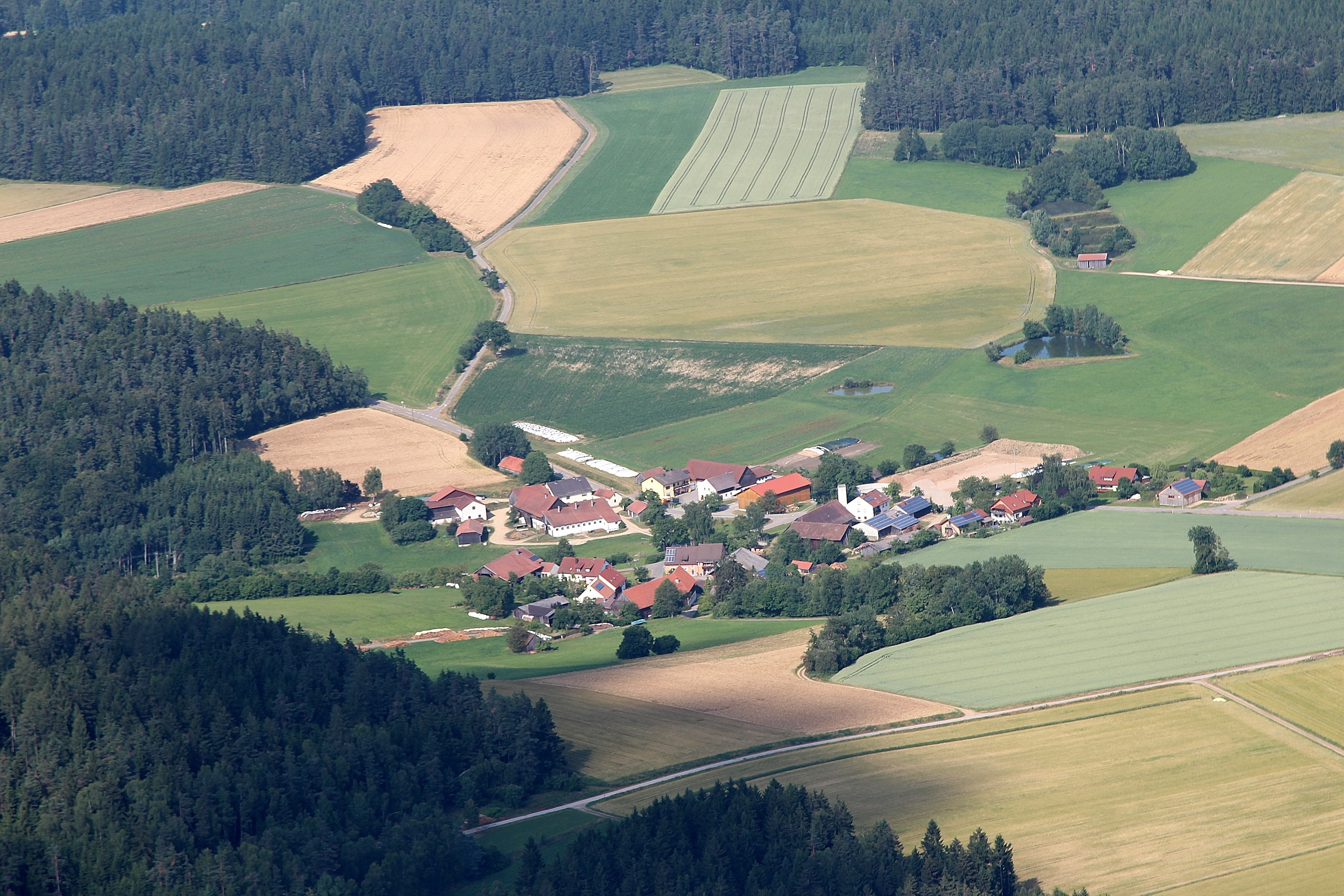
Trefnitz (2013)